# Municipio de Baldwin (Minnesota)
El municipio de Baldwin (en inglés: Baldwin Township) es un municipio ubicado en el condado de Sherburne en el estado estadounidense de Minnesota. En el año 2010 tenía una población de 6739 habitantes y una densidad poblacional de 74,96 personas por km².

## Geografía
El municipio de Baldwin se encuentra ubicado en las coordenadas 45°31′0″N 93°34′15″O / 45.51667, -93.57083. Según la Oficina del Censo de los Estados Unidos, el municipio tiene una superficie total de 89.9 km², de la cual 85,41 km² corresponden a tierra firme y (5 %) 4.49 km² es agua.

## Demografía
Según el censo de 2010, había 6739 personas residiendo en el municipio de Baldwin. La densidad de población era de 74,96 hab./km². De los 6739 habitantes, el municipio de Baldwin estaba compuesto por el 97,8 % blancos, el 0,1 % eran afroamericanos, el 0,34 % eran amerindios, el 0,39 % eran asiáticos, el 0,21 % eran de otras razas y el 1,16 % eran de una mezcla de razas. Del total de la población el 1,25 % eran hispanos o latinos de cualquier raza.